# Ломако Микола Миколайович
Микола Миколайович Ломако (12 грудня 1953 , Гущенка, Курська область  — 17 серпня 2021 , Лисичанськ, Луганська область ) — український архітектор, головний архітектор Лисичанська, науковий співробітник та екскурсовод Лисичанського міського краєзнавчого музею.

## Біографія

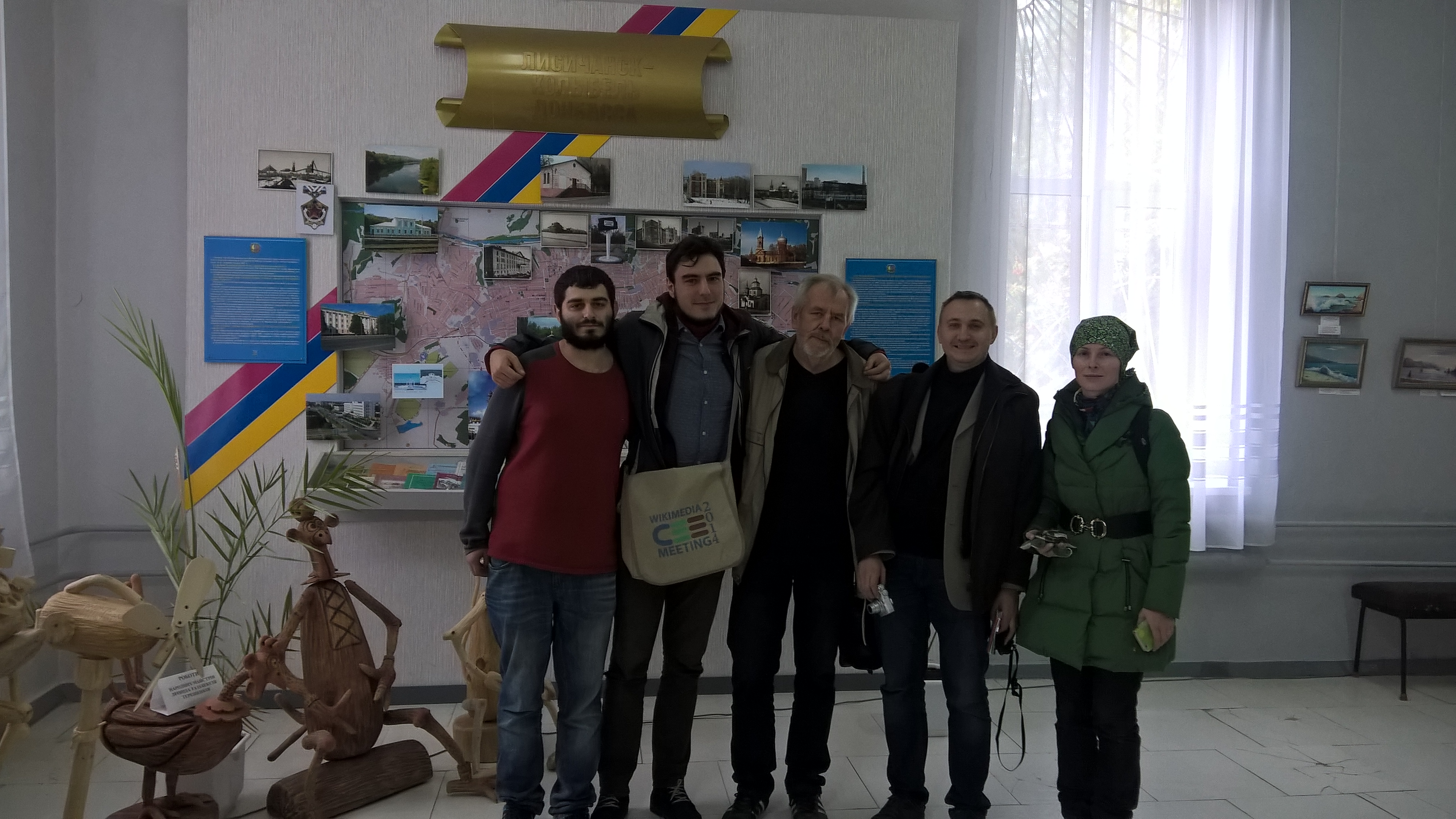
Микола Ломако разом з вікіпедистами у Лисичанському міському краєзнавчому музеї

В 1976 році закінчив Харківський інженерно-будівельний інститут, архітектурний факультет. За дипломний проєкт «Автоматичний гараж на 1000 автомобілів у м. Харкові» відзначений дипломом другого ступеню на всесоюзному конкурсі студентських робіт 1977 року.
В 1976—1987 роках працював у Лисичанському комплексному відділі Державного проєктного інституту «Луганськцивільпроект». З 1987 по 2016 рік — головний архітектор Лисичанська. З 1986 — член Національної спілки архітекторів України.
З 2010 року член Національної спілки краєзнавців України, з 2017 — науковий працівник Лисичанського міського краєзнавчого музею.
Одружений, дружина — Зоя Тихонівна Ломако.

## Творчість
Авторські роботи:
- Забудова мікрорайонів 3 та 4 (м. Лисичанськ, 1978—1981)
- В'їзний знак (м. Лисичанськ, 1977)
- Будівля Лисичанського районного нафтопровідного управління на проспекті Перемоги (колишньому Леніна) (м. Лисичанськ, 1983)
- Забудова центральної площі (м. Попасна, 1984)
- Будівля райвиконкому (м. Попасна, 1984)
- Будівля водогрязелікарні (м. Привілля, 1985)
- Пам'ятний знак «Воїнам, що форсували Сіверський Донець в 1943 р.» (м. Лисичанськ, 1995)
- Пам'ятний знак «Землякам-чорнобильцям» — лисичанам, ліквідаторам наслідків аварії на Чорнобильській АЕС — (м. Лисичанськ, 2001)
- Пам'ятник «Воїнам-літунам» — лисичанам, учасникам німецько-радянської війни — (м. Лисичанськ, 2001)[5]

Картографічні роботи Миколи Ломака опубліковані в 9 томі Енциклопедії історії України (2012) та Історичному атласі України (2015), стаття «Лисичанськ» — в Енциклопедії сучасної України (2017).
Залишились нереалізованими пам'ятники, виконані спільно із заслуженим художником України Миколою Можаєвим «Загиблим шахтарям» та «Генерал Насвітевич».
Учасник низки конкурсів на об'єкти в Луганській області: музею Стаханову в Кадіївці та реконструкції центральної площі в Сєвєродонецьку (перша премія).
Бувши головним архітектором Лисичанська, організував та провів конкурси на проєкт: «Перша шахта Донбасу», гербу та прапору Лисичанська та меморіалу «Привільнянський плацдарм».

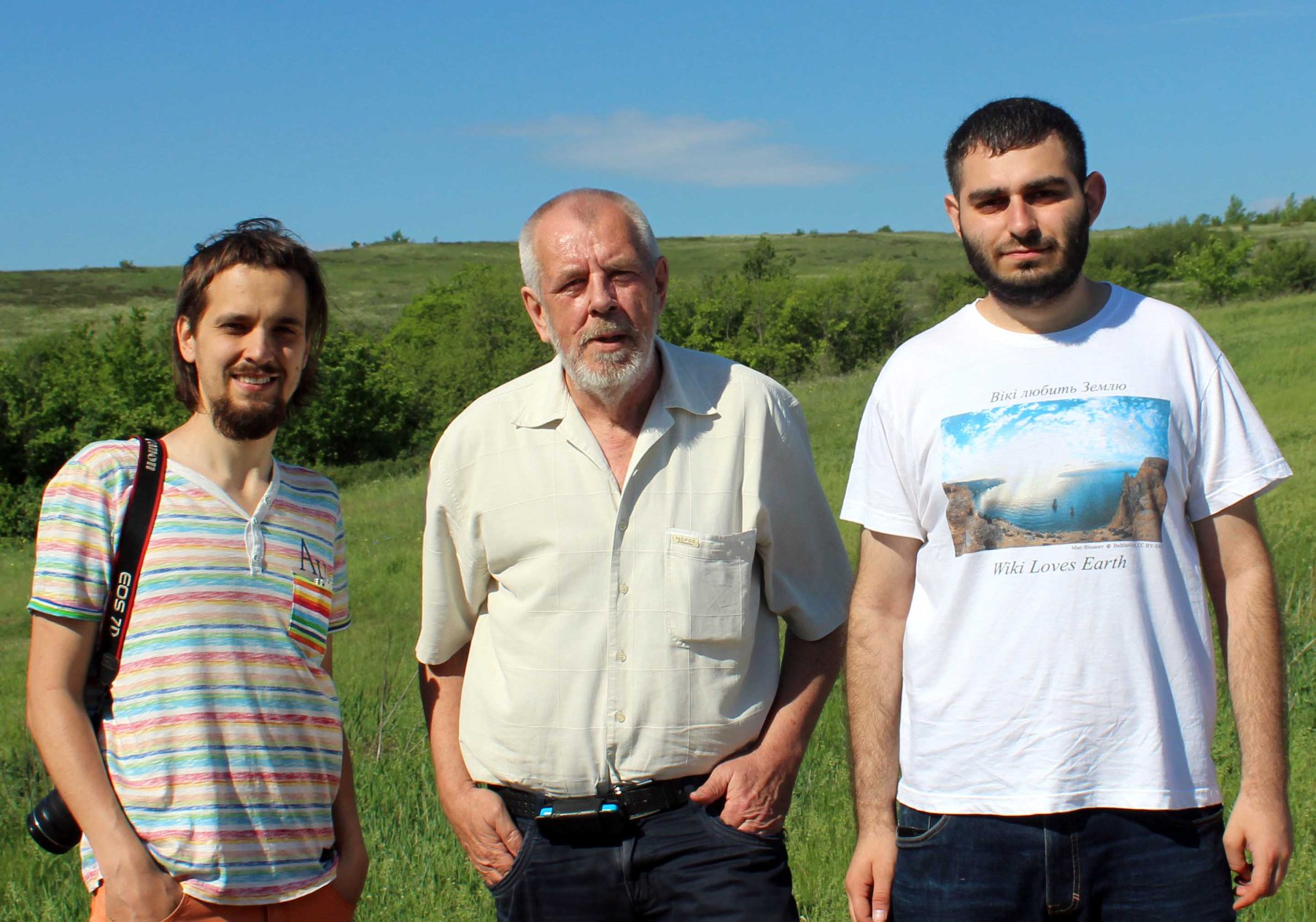
Микола Ломако під час вікіекспедиції до Золотарівського заказника

У 2007 році відзначений знаком фонду «Благовіст» Людина року в області містобудівництва архітектури та монументального мистецтва.
У 2010 році нагороджений нагрудним знаком «Почесний працівник будівництва та архітектури» та медаллю за заслуги «Чорнобиль».
У травні 2018 року взяв участь у Вікіекспедиції до Золотарівського заказника, що у Попаснянському районі Луганської області.

### Наукова праця украєзнавчому музеї
Поглиблене вивчення історії виникнення та розвитку вугільних шахт Лисичанська, та Лисичанського содового заводу.
Свої досліднтцькі матеріали публікував на сторінці у ФБ  Николай Ломако та у загальнодоступній групі "Сліди на сакмі"
-Лисичанськ очима швейцарця.(рос.)

## Світлини

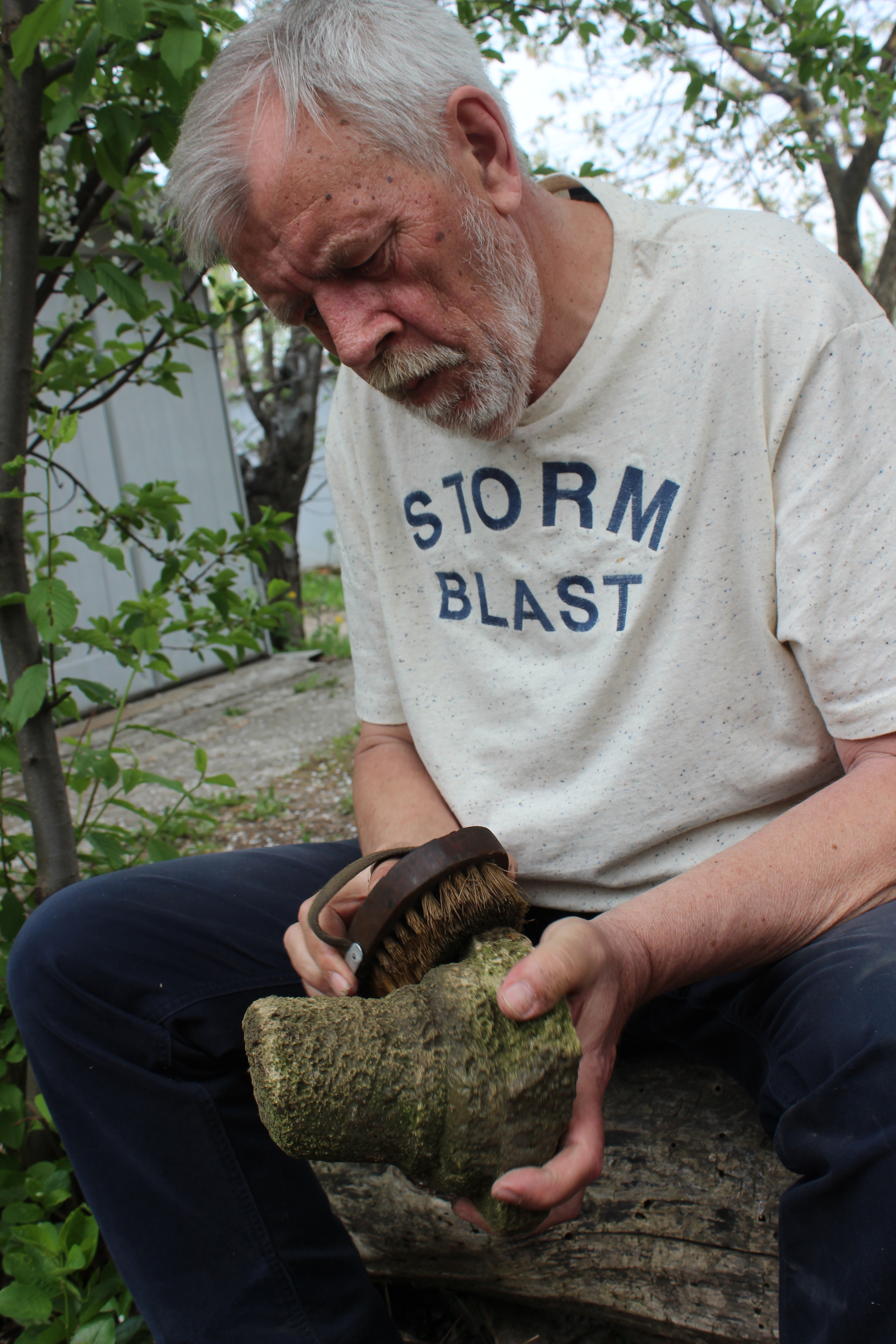
у Привіллі
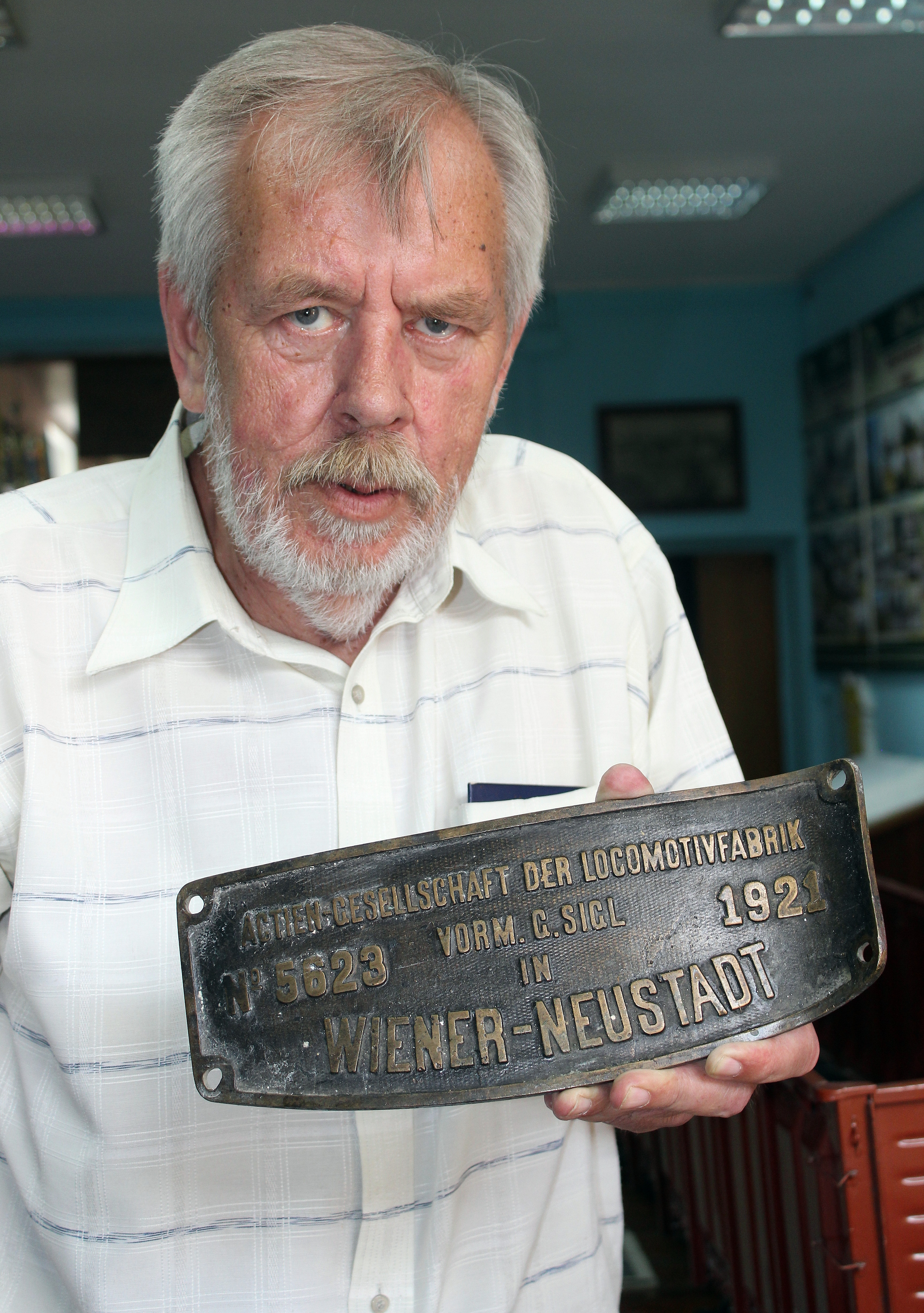
м. Попасна
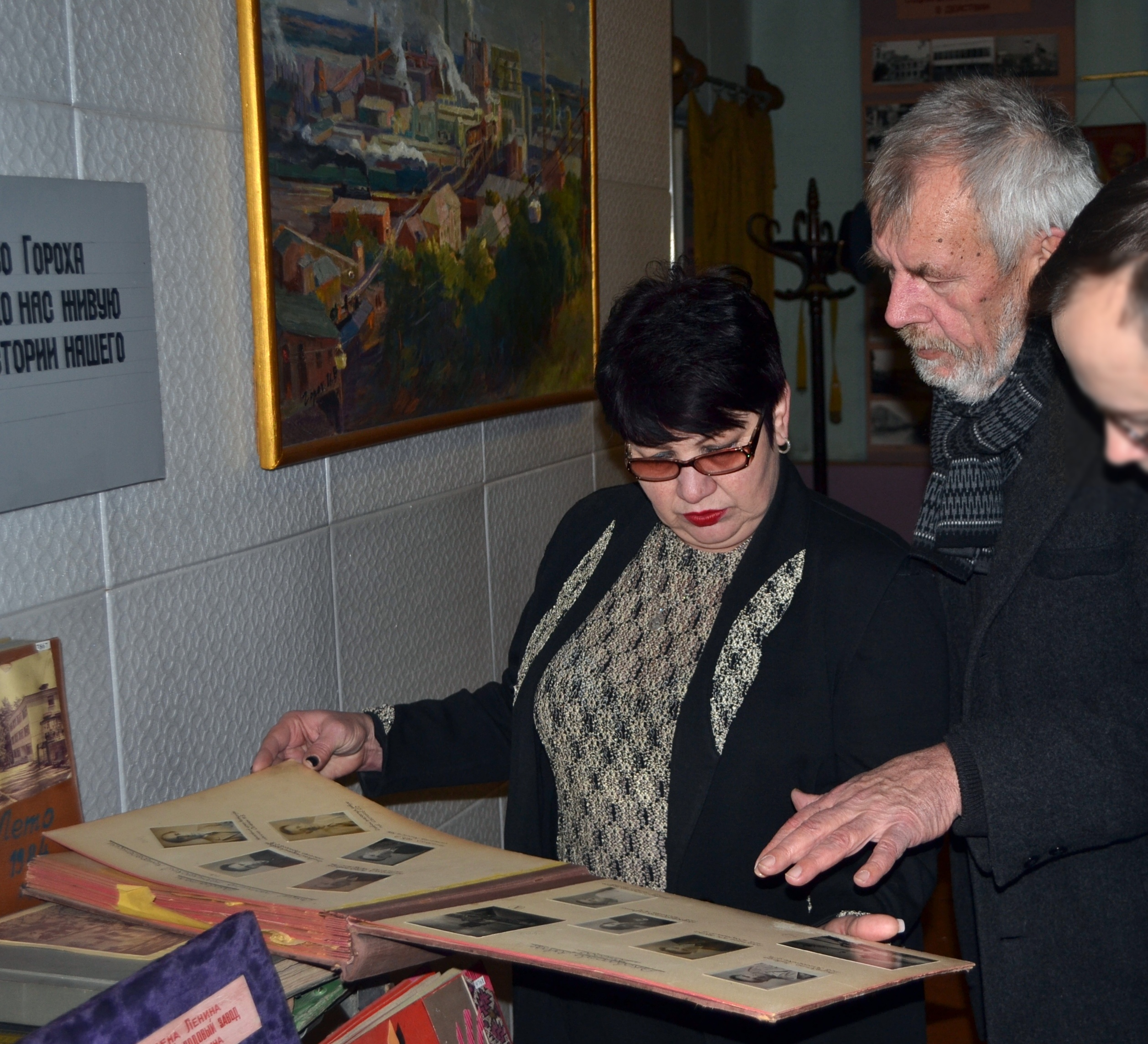
музей Донсоди
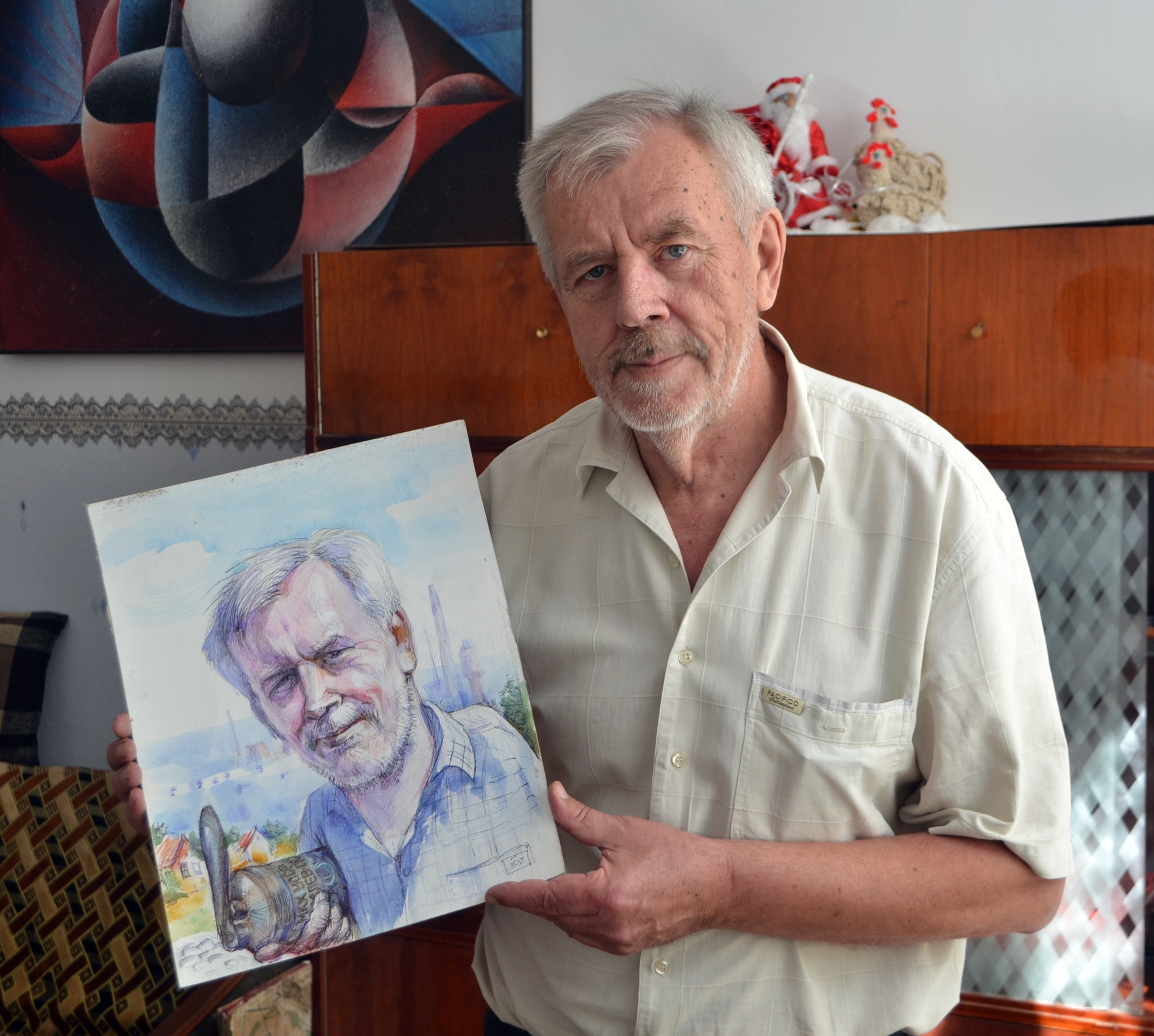
портрет
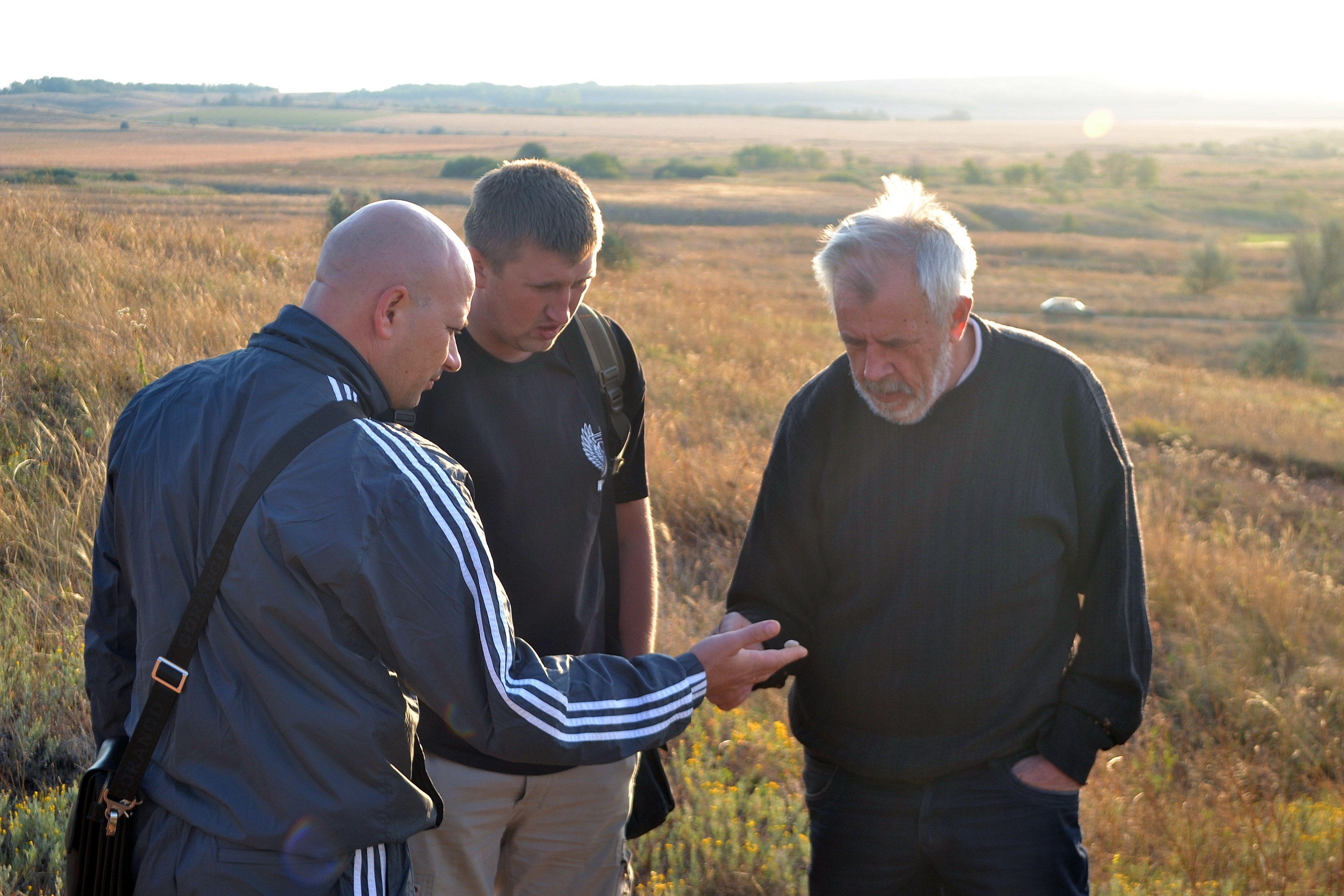
експедиція
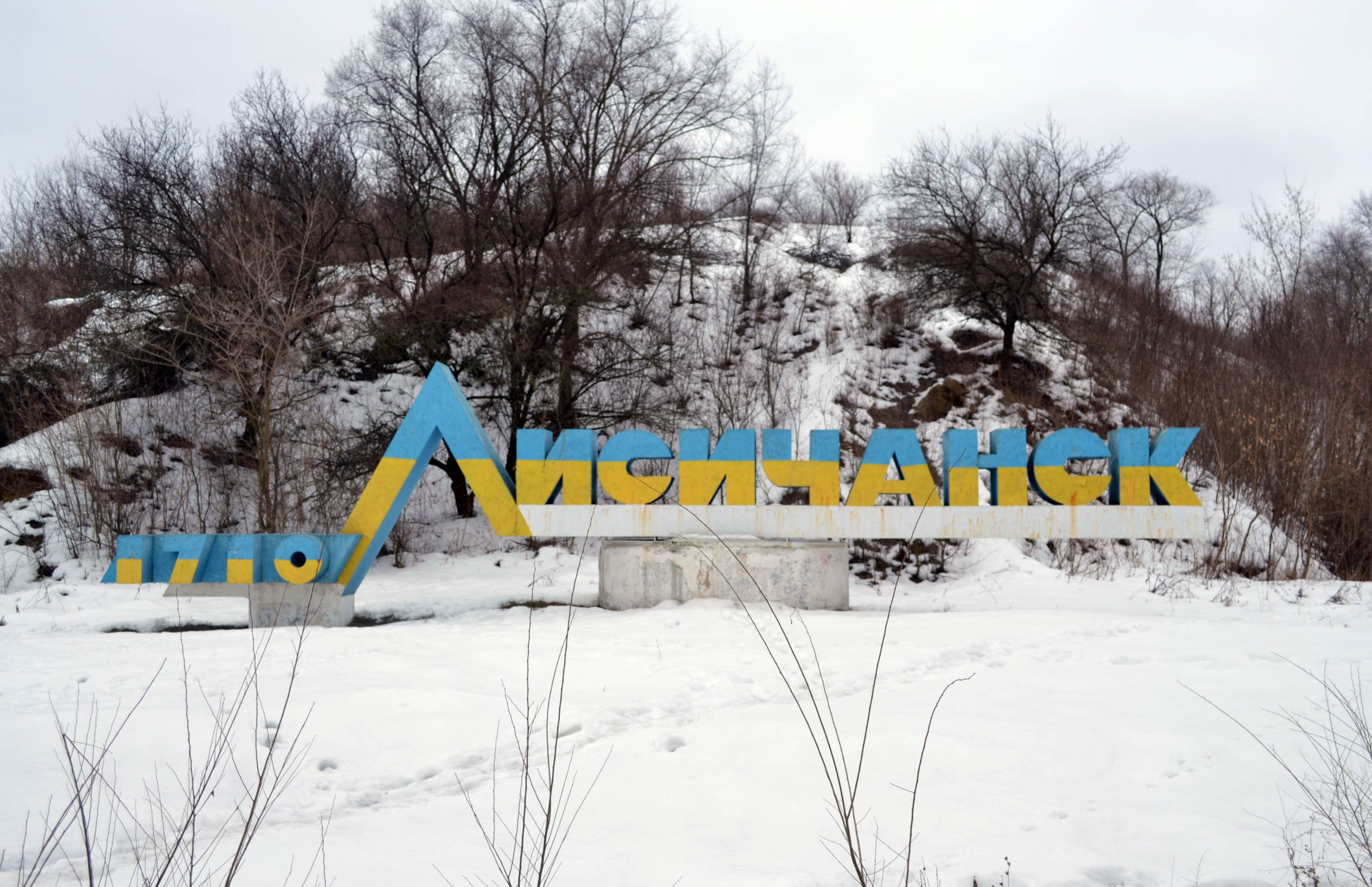
дипломна робота

## Видання

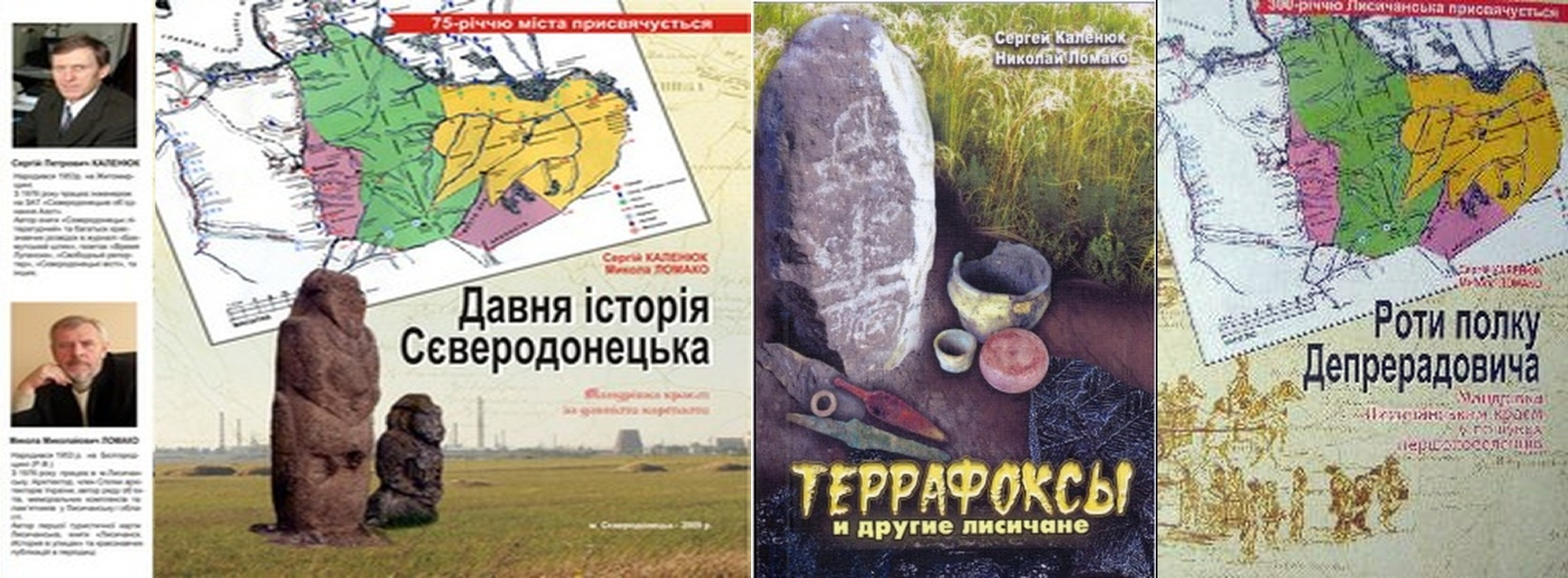
Обкладинки книг М.Ломако

- Давня історія Сєвєродонецька[10]
- Лисичанск. История в улицах[11]
- Террафоксы и другие лисичане[12]
- Роти полку Депрерадовича[13]
- С. П. Каленюк, М. М. Ломако. Лисичанськ // Енциклопедія сучасної України / ред. кол.: І. М. Дзюба [та ін.] ; НАН України, НТШ. — К. : Інститут енциклопедичних досліджень НАН України, 2001–2025. — ISBN 966-02-2074-X.

## Згадки у ЗМІ
- Вблизи Лисичанска найдены останки ставки Золотой Орды (фоторепортаж) //2013. «Лисичанск Инфо». 01.08.2013. Архів оригіналу за 5 квітня 2017. Процитовано 9 травня 2020. {{cite web}}: Зовнішнє посилання в |title= (довідка)(рос.)
- НОВАЯ КНИГА О РОДНОМ КРАЕ [Архівовано 24 липня 2020 у Wayback Machine.](рос.)
- М. Ломако (14.06.2017). История Лисичанска // 2017. ЗАРАЗ.ІНФО. Архів оригіналу за 27 листопада 2020. Процитовано 31 березня 2020.(рос.)
- Жадан, Собаки і бельгійський Лисичанськ // 10.08.2020 [Архівовано 28 вересня 2020 у Wayback Machine.]
- Туристические тропы Лисичанска: в поисках угля в Лисичьей балке //30.10.2020

[Архівовано 25 листопада 2020 у Wayback Machine.](рос.)
- «Шлях, позначений сіллю». Лисичанськ [Архівовано 6 березня 2021 у Wayback Machine.]
- З індустріалізму в туристичну мекку: молодий активіст руйнує стереотипи про Донбас //15.09.2020 [Архівовано 21 вересня 2020 у Wayback Machine.]
- Подорож по Донбасу в 1774-му: Яким побачив Бахмут німецький дослідник Гюльденштедт //2021-01-11

[Архівовано 28 січня 2021 у Wayback Machine.]
- Лисичий над Дінцем. Наша земля // 03.03.2021 Укрінформ [Архівовано 3 березня 2021 у Wayback Machine.]
- Памяти Николая Ломако // 23.08.2021 ТРК «АКЦЕНТ»(рос.)
- М.Бублик (2021). Від девону до вугільних рекордів і – назад. Укрінформ. Архів оригіналу за 19 листопада 2021. Процитовано 19 листопада 2021.
- Луганщина скорбит: умер известный краевед Николай Ломако [Архівовано 31 грудня 2021 у Wayback Machine.](рос.)
- Тут живуть неперевершені люди: Ломако Микола. Автор- Мельничук Олена(рос.)

- Ломако М М, памятаємо